# Santur
El santur és un instrument de corda percudida. El percutor pot ser una vareta que colpeja una corda o més creant melodies (com en el cas de la celesta, la cítara o el qanun àrab) o bé un grup de cordes creant un acompanyament rítmic.
Dos dels més coneguts intèrprets d'aquest instrument són Faramarz Payvar i Shivkumar Sharma.
- Santur persa
- Santur indi

## Nota
1. ↑  Terry E. Miller; Andrew C. Shahriari. World music: a global journey.  Routledge, 24 setembre 2008, p. 245–. ISBN 978-0-415-98878-0.